# 金下建設
金下建設株式会社（かねしたけんせつ、英: The Kaneshita Construction Co.,Ltd.）は、京都府宮津市字須津に本社を置く建設会社。地方ゼネコンとされる。

## 沿革
- 1935年（昭和10年）4月 - 金下修三が金下組を創業、個人経営で土木請負業を創業。
- 1951年（昭和26年）4月 - 法人に改組し金下建設株式会社を設立。（資本金100万円）
- 1954年（昭和29年）7月 - 道路舗装工事部門に進出。宮津市に須津アスファルト合材所を設置。
- 1954年（昭和29年）7月 - 建設業法により建設大臣(ヨ)第4579号を登録。
- 1955年（昭和30年）12月 - 大阪市に大阪出張所（現大阪支店）を開設。
- 1956年（昭和31年）3月 - 京都市に京都出張所（現京都支店）を開設。
- 1960年（昭和35年）4月 - 建築工事部門に進出。
- 1961年（昭和36年）9月 - 兵庫県養父郡八鹿町（現：養父市）に但馬アスファルト合材所を設置。
- 1962年（昭和37年）7月 - 兵庫県船井郡丹波町（現：京丹波町）に丹波アスファルト合材所を設置。
- 1963年（昭和38年）8月 - 兵庫県豊岡市に豊岡出張所（現兵庫支店）を開設。
- 1972年（昭和47年）7月 - 京都証券取引所に株式を上場。
- 1973年（昭和48年）7月 - 大阪証券取引所市場第二部に株式を上場。
- 1979年（昭和54年）1月 - 建設業法の改正により建設大臣許可（特-48）第2794号を登録。
- 1990年（平成2年）4月 - 豊岡出張所を兵庫支店に昇格。
- 1996年（平成8年）4月 - 司建設株式会社（現・連結子会社）を設立。
- 2001年（平成13年）4月 - 司建設株式会社（現・連結子会社）が株式会社和田組（現・連結子会社）の株式を取得。
- 2005年（平成17年）11月 - 宅地建物取引業法による京都府知事(1)第12240号の免許を取得。
- 2007年（平成19年）3月 - 株式会社KALS（現・連結子会社）を設立。
- 2007年（平成19年）7月 - 建設業法による13業種の追加許可。
- 2010年（平成22年）10月 - 宅地建物取引法による京都府知事(1)第12240号の免許を取得。
- 2013年（平成25年）7月 - 大阪証券取引所と東京証券取引所の現物株市場統合に伴い、東京証券取引所市場第二部に指定替え。
- 2022年（令和4年）4月 - 東京証券取引所の市場区分見直しに伴い、東京証券取引所スタンダード市場に指定。
- 2024年（令和6年）3月 - 飲食事業を開始、「回転寿司金ぱ銀ぱ」を開店。

## 主な施工物件
土木部門
- 鳥取豊岡宮津自動車道第13トンネル工区工事
- 鳥取豊岡宮津自動車道IC工区工事
- 敦賀BP坂下トンネル他改良舗装工事
- 丹波綾部道路曽根川橋下部工事
- 舞鶴港整備工事
- 宮津湾流域下水道宮津湾浄化センター建設工事
- 京都府立丹後海と星の見える丘公園施設整備工事
- 大手川河川激甚災害対策特別緊急工事

建築部門
- 宮津与謝消防庁舎新築工事
- 大宮町役場庁舎等建設工事（現・京丹後市大宮庁舎）
- 地球デザインスクールセミナーハウス建築工事
- 府営住宅百合が丘団地建設工事
- 浪速区大国マンション新築工事
- ポップタウン住道オペラパーク建設工事
- 特別養護老人ホーム満寿園新築工事

住宅ソリューション部門
- 個人住宅建築

## その他
- 京都府宮津市の宮津市公設市場跡地に、大起水産と協力して回転寿司店を進出する予定である[3][4]。